# Ang Tong
Ang Tong  (1692-1757) (tiếng Việt gọi là Nặc Đôn, chữ Hán: 匿敦) là con của vua Outey I. Ang Tong trị vì Chân Lạp vì từ năm 1748 đến 1757 với hiệu là Ramathipadi III.

## Tiểu sử
Trước đó, khi còn làm vua, Thommo Reachea III (Ang Tham, Nặc Thâm, chữ Hán: 匿 翁 深 - em trai của ông nội Ang Tong) đã từng truyền ngôi vua lại cho con trai của vua anh là Outey I. Nhưng Outey I chết sớm.
Thommo Reachea IV là con trai cả của Thommo Reachea III, trở thành vua ở tuổi 42 sau khi vua cha qua đời.
Ngay trong năm lên ngôi, Thommo Reachea IV bị ám sát bởi người em trai, hoàng tử Ang Hing (Nặc Hiên, chữ Hán: 匿 軒), người muốn cướp ngai vàng.
Bá quan trong triều và các vị chức sắc tôn giáo đã ghê tởm trước hành động giết vua anh này, và đã lựa chọn hoàng tử Ang Tong làm vua (Ang Tong là con trai của Outey I).
Năm 1748, Ang Tong lên ngôi và chống lại Nặc Tha lúc đó đang nhờ quân chúa Nguyễn để tỵ nạn ở Sài Gòn. Ang Tong sau đó cầu viện quân Xiêm.
Chúa Nguyễn sai Điều khiển Nguyễn Hữu Doãn đi đánh Chân Lạp. Người Chân Lạp tên là Sô Liên Tốc nhân đó nổi lên cướp phá Mỹ Tho. Hữu Doãn đem quân tiến đánh, Sô Liên Tốc thua to. Hữu Doãn đốt hết chiến thuyền, thừa thắng đến thẳng Nam Vang. Nặc Đôn, Hiên và Yếm đều trốn chạy. Hữu Doãn báo tin thắng trận.
Sai đưa Nặc Tha về nước.
Mùa hạ, tháng 6, Nặc Nguyên nước Chân Lạp (con thứ hai Nặc Thâm) cùng Cao La Hâm và ốc nha Đột Lục Mân cầu viện quân Xiêm về đánh Nặc Tha. Nặc Tha lại chạy sang Gia Định, rồi bị bệnh chết. Nặc Nguyên bèn làm vua nước ấy.

## Hậu duệ
- Hoàng tử Ang Sor (1707-1753) sau này là cha của vua Outey II.
- Ang Tan (Nak Ong Tham, Ang Tham) làm Maha Uparat (nhiếp chính) năm 1775, bị giết năm 1779 cùng với người cháu Outey II.